# Yottabit
Un yottabit es una unidad de información de almacenamiento en informática, normalmente abreviado como Ybit o a veces Yb.
1 yottabit = 1024 bits = 1.000.000.000.000.000.000.000.000 bits, lo cual equivale a 1024 (1000 millones de gigabits).